# Mob Rules (álbum)
Mob Rules é o décimo álbum de estúdio da banda de heavy metal Black Sabbath, lançado em 1981.

## Mudança de formação
Infelizmente, durante a turnê do álbum Heaven and Hell o Black Sabbath perdeu outro membro que sempre esteve na banda, o baterista Bill Ward, que teve de se afastar por motivos de saúde (provavelmente por causa do álcool) e por motivos pessoais (perda de seus pais). A saída de Ozzy foi de importante influencia na referida decisão de Ward. O escolhido para substituir Ward na bateria foi Vinny Appice, e seu primeiro trabalho com a banda foi a canção "The Mob Rules" que também foi escolhida para ser o nome do novo álbum, e seu primeiro single.

## Composição e gravação
O álbum foi gravado, como seu anterior, no "Record Plant", em Los Angeles, e produzido por Martin Birch. As illustrações ficaram por conta de Greg Hildebrandt. Os créditos foram divididos entre Dio/Iommi/Butler, e os créditos das letras ficaram novamente para Dio. Dio se mostrou um pouco de seu romantismo em músicas como "Country Girl", "Slipping Away" e "Over and Over". O álbum assim como seu antecessor começa com uma faixa rápida e poderosa "Turn Up The Night"', que foi a escolha óbvia para um segundo single, que foi lançado no dia 27 de Fevereiro de 1982. "Voodooo", "The Sing Of The Southern Cross", "E5150"' e "The Mob Rules" foram escolhidas para o novo set list, que mais para frente resultaria no álbum ao vivo Live Evil.

## Recepção
| Críticas profissionais        | Críticas profissionais |
| Avaliações da crítica         | Avaliações da crítica  |
| Fonte                         | Avaliação              |
| ----------------------------- | ---------------------- |
| Allmusic                      | [ 1 ]                  |
| Rolling Stone                 | [ 2 ]                  |
| The Rolling Stone Album Guide | [ 3 ]                  |
| Martin Popoff                 | [ 4 ]                  |

Depois do sucesso de Heaven and Hell, em 1980, o Black Sabbath provou que não apenas podia seguir em frente sem seu co-fundador Ozzy Osbourne, mas que podia ir adiante conquistando uma nova legião de fãs do heavy metal. Mob Rules ficou em décimo segundo nas paradas britânicas e em vigésimo nono nas americanas.

## Turnê
O Black Sabbath nesse ponto estava com o empresário Sandy Pearlman, o mesmo da banda Blue Öyster Cult, o que resultou em uma turnê conjunta, que levou o nome de Black and Blue Joint Tour, nome de um VHS que seria lançado posteriormente. Dio e Appice fizeram sua última performance com a banda no dia 31 de Agosto de 1982.

## Faixas
- Todas as canções compostas por Dio/Iommi/Butler; letras escritas por Dio.

| N.º | Título                              | Duração |  |
| 1.  | "Turn Up the Night"                 | 3:42    |  |
| 2.  | "Voodoo"                            | 4:32    |  |
| 3.  | "The Sign of the Southern Cross"    | 7:45    |  |
| 4.  | "E5150"                             | 2:54    |  |
| 5.  | "The Mob Rules"                     | 3:15    |  |
| 6.  | "Country Girl"                      | 4:02    |  |
| 7.  | "Slipping Away"                     | 3:46    |  |
| 8.  | "Falling Off the Edge of the World" | 5:03    |  |
| 9.  | "Over and Over"                     | 5:28    |  |

### Versão de luxo de 2010
O Disco 2 é a Edição Limitada em CD do álbum Live at Hammersmith Odeon.
| Disco 1 |                                                         |         |  |
| N.º     | Título                                                  | Duração |  |
| 1.      | "Turn Up the Night"                                     | 3:42    |  |
| 2.      | "Voodoo"                                                | 4:32    |  |
| 3.      | "The Sign of the Southern Cross"                        | 7:44    |  |
| 4.      | "E5150"                                                 | 2:54    |  |
| 5.      | "The Mob Rules"                                         | 3:15    |  |
| 6.      | "Country Girl"                                          | 4:02    |  |
| 7.      | "Slipping Away"                                         | 3:42    |  |
| 8.      | "Falling Off the Edge of the World"                     | 5:03    |  |
| 9.      | "Over and Over"                                         | 5:28    |  |
| 10.     | "Die Young" (Ao vivo, 12" Single, Lado B de Mob Rules)  | 4:04    |  |
| 11.     | "The Mob Rules" (Heavy Metal OMPS/Versão original demo) | 3:14    |  |

| Disco 2 |                                                         |                        |         |  |
| N.º     | Título                                                  | Data de gravação       | Duração |  |
| 1.      | "E5150"                                                 | 2 de janeiro de 1982   | 1:18    |  |
| 2.      | "Neon Knights" (Dio, Iommi, Butler, Bill Ward)          | 2 de janeiro de 1982   | 4:37    |  |
| 3.      | "N.I.B." (Ozzy Osbourne, Iommi, Butler, Ward)           | 1 de janeiro de 1982   | 5:16    |  |
| 4.      | "Children of the Sea" (Dio, Iommi, Butler, Ward)        | 1 de janeiro de 1982   | 6:07    |  |
| 5.      | "Country Girl"                                          | 1 de janeiro de 1982   | 3:53    |  |
| 6.      | "Black Sabbath" (Osbourne, Iommi, Butler, Ward)         | 31 de dezembro de 1981 | 8:24    |  |
| 7.      | "War Pigs" (Osbourne, Iommi, Butler, Ward)              | 1 de janeiro de 1982   | 7:40    |  |
| 8.      | "Slipping Away"                                         | 31 de dezembro de 1981 | 3:18    |  |
| 9.      | "Iron Man" (Osbourne, Iommi, Butler, Ward)              | 1 de janeiro de 1982   | 7:04    |  |
| 10.     | "The Mob Rules"                                         | 31 de dezembro de 1981 | 3:35    |  |
| 11.     | "Heaven and Hell" (Dio, Iommi, Butler, Ward)            | 1 January 1982         | 14:24   |  |
| 12.     | "Paranoid" (Osbourne, Iommi, Butler, Ward)              | 31 de dezembro de 1981 | 3:21    |  |
| 13.     | "Voodoo"                                                | 2 de janeiro de 1982   | 5:45    |  |
| 14.     | "Children of the Grave" (Osbourne, Iommi, Butler, Ward) | 31 de dezembro de 1981 | 5:05    |  |

## Créditos

### Banda
- Ronnie James Dio - vocais
- Tony Iommi - Guitarra
- Geezer Butler - Baixo
- Vinny Appice - Bateria
- Geoff Nicholls - Teclado

### Produção
- Produção e Arranjos Martin Birch
- Assistentes de Arranjos Eddie DeLena e Angelo Arcuri
- Gravado no Record Plant, Los Angeles, EUA
- Ilustrações Greg Hildebrandt
- Remasterizado por Ray Staff no Whitfield Street Studios
- Fotografia adicional por Ross Halfin e Chris Walter

## Catálogos
- LP Vertigo 6302 119 (UK 1981)
- LP Vertigo 1144 119 (NL 1981)
- MC Vertigo 7144 119 (UK 1981)
- CD Vertigo 8307 777-2 (UK 1981)
- CD Warner Bros 3605-2 (US 1981)
- CD Essential/Castle ESMCD332 (UK - Feb 1996) - Remastered
- CD Sanctuary SMRCD073 (UK 2004)

## Desempenho nas paradas
| Ano  | Posições | Posições | Posições | Certificações |
| Ano  | UK       | SWE      | US       | Certificações |
| ---- | -------- | -------- | -------- | ------------- |
| 1981 | 12       | 30       | 29       | Prata Ouro    |

| Ano  | Canção              | Posições           | Posições         |
| Ano  | Canção              | US Mainstream Rock | UK Singles Chart |
| ---- | ------------------- | ------------------ | ---------------- |
| 1981 | "The Mob Rules"     | —                  | 46               |
| 1982 | "Turn Up the Night" | 24                 | 37               |
| 1982 | "Voodoo"            | 46                 | —                |